# Itokava Hideo
Itokava Hideo (japánul: 糸川 英夫) (Tokió, 1912. július 21. – 1999. január 21.) a japán rakétatechnika és űrprogram úttörő tudósa.

## Életpálya
1935-ben a Tokiói Császári Egyetemen repüléstechnikai mérnöki oklevelet szerzett. 1941-ben az University of Tokyo keretében lett adjunktus. A második világháborúban a Nakajima Aircraft Company keretében repülőgép tervezéssel foglalkozott. 
A háborút követően akusztikai kutatással, orvosi eszközök sikeres fejlesztésével foglalkozott. 1948-ban egyetemi tanár. 1952-ben a San Franciscó-i békeszerződést követően visszatért az egyetemre. 1953-ban hat hónapot az Amerikában töltött, hogy orvosi műszer kutatásának eredményét közzé tegye. Több űrtechnikai könyvet vásárolt, rájött, hogy a rakétatechnika messze meghaladta országának szakmai ismeretszintjét. Visszatért Japánba nekilátott a szervező munkának. Hardver és szoftver tudósokat, tanárokat tájékoztatott terveiről. Anyagi támogatásként több vezető iparág képviselőjével tárgyalt. A Nakajima Aircraft Company utódvállalata a Fuji Seimitsu Company és a Nissan Motor Company támogatta törekvését.
1953-tól megkezdődhetett a kutatás, építés és kísérletezés időszaka. Kísérleti rakétáik ceruza méretűek voltak. Hajtóanyaga kettős bázisú (nitroglicerin és nitrocellulóz), külső átmérője 9,5, belső átmérője 4 milliméter, hosszúsága 123 milliméter. Egy ceruza rakéta költségvetése 5000 jen volt. Kutatásaik során áttértek a szilárd hajtóanyagú (füstmentes lőpor) rakéták működtetésére. 1954. február 5-én az University of Tokyo és néhány fiatal mérnök és tudós támogatásával létrehozta az AVSA (Avionics and Supersonic Aerodynamics) nevű kutatócsoportot, amelynek célja rakéta fejlesztés Japánban. Támogató vállalatok eredményeként költségvetésük elérte a 3 300 000 jent. 
A ceruza rakéta egyre növekedett. Tesztrakétájuk átmérője 1,8, hosszúsága 23 centiméterre nőt, súlya 200 gramm lett. 1955. április 12-én kormányzati hivatalnokok és az érintett sajtó részvételével megtörtént a kezdeti rakéta fejlesztés első sikeres, vízszintes indítás. A rakéta belső nyomása 112 atmoszféra, a hajtóanyag égési időtartama 63 másodperc, a tolóerő 29 kilogramm, a rakétatest hossza 1,5 méter volt. Az elért sebesség 110-140 méter/másodper volt. A kísérletek, fejlesztések folyamatossága eredményeként a ceruza kezdett egyre nagyobb lenni. 1955-1962 között dolgozott a Ceruza Rocket japán űrprogramon. Önálló rakétalőteret alakítottak ki Michikawa Beach (Akita prefektúra) körzetében. 1967-ben az egyetemi posztjáról visszavonult, létrehozott egy intézetet.

## Írásai
49 könyvet írt különböző (életpályáját érintő) témákban.

## Szakmai sikerek
A 25 143 számú aszteroidát tiszteletére nevére keresztelték.